# Поркале (Ла Специја)
Поркале је насеље у Италији у округу Ла Специја, региону Лигурија.
Према процени из 2011. у насељу је живело 55 становника. Насеље се налази на надморској висини од 326 м.